# Nick Delpopolo
Nicholas „Nick“ Delpopolo, geb. Petar Petrovic (* 8. Februar 1989 in Nikšić), ist ein amerikanischer Judoka. Er trägt den 2. Dan.

## Biografie
Der in Jugoslawien geborene Delpopolo wurde als kleines Kind von einem Ehepaar aus den USA adoptiert. Er begann im Alter von fünf Jahren in Cranford mit dem Judosport. 2008 qualifizierte er sich als jüngster Teilnehmer für die US-Ausscheidung für die Olympischen Spiele, bei der er in der Klasse bis 73 kg erst im Semi-Finale gegen Ryan Reser unterlag. 2011 und 2012 gewann Delpopolo bei den Panamerikanischen Meisterschaften Bronze. Danach nahm er an den Olympischen Spielen in London teil, bei denen er den siebten Platz erreichte. Nach einem positiven Dopingtest auf THC wurde er allerdings disqualifiziert und von den Spielen ausgeschlossen. 2013 konnte Delpopolo bei den Panamerikanischen Meisterschaften die Goldmedaille gewinnen. 2014 und 2015 gewann er jeweils wieder Bronze. Bei den Olympischen Spielen 2016 belegte er den siebten Platz.